# Preta luzonensis
Preta luzonensis är en insektsart som beskrevs av Baker 1923. Preta luzonensis ingår i släktet Preta och familjen dvärgstritar. Inga underarter finns listade i Catalogue of Life.